# Vinovac
Vinovac falu Horvátországban Split-Dalmácia megyében. Közigazgatásilag Marinához tartozik.

## Fekvése
Split központjától légvonalban 32, közúton 53 km-re, Trogirtól légvonalban 17, közúton 25 km-re északnyugatra, községközpontjától 10 km-re északnyugatra, Dalmácia középső részén fekszik. Két településrészből (Žaje és Ćalete) áll. A településrészek nevei az itt lakó Žaja és Ćaleta családokkal vannak összefüggésben.

## Története
Vinovac területe már a történelem előtti időben is lakott volt. Ezt igazolta az a kőből rakott halomsír, melyet a Lozovac nevű helyen tártak, ami az 1970-es években megsemmisült. A halomsír a középső vagy a késő rézkorban keletkezett, mintegy 1600 évvel időszámításunk előtt. Valószínűleg korai település állt a ma Razorinának nevezett határrészén is, mert a közelében található Guljovača velika és mala, valamint Bućac nevű kiépített források már ősidők óta ivóvíznyerőhelyként szolgáltak. Rajtuk kívül még más kutak is voltak ezen a részen, ezeket azonban mára már betemették. A közeli Vrućica-tó a száraz időszakban is tele van vízzel, ami itt nagy kincs. A település területe 15. század elejétől évszázadokig velencei fennhatóság alatt állt. 1797-ben a Velencei Köztársaság megszűnésével a település Habsburg Birodalom része lett. 1806-ban Napóleon csapatai foglalták el és 1813-ig francia uralom alatt állt. Napóleon bukása után ismét Habsburg uralom következett, mely az első világháború végéig tartott. Az I. világháború után rövid ideig az Olasz Királyság, ezután a Szerb-Horvát-Szlovén Királyság, majd Jugoszlávia része lett. Első, négyosztályos iskolája 1956-ban nyílt meg. Első tanítója Nikola Sokol volt. Az iskola épülete még áll a településen, azonban mára kiürült. 1971-ben a tanulók kevés száma miatt megszüntették, ma az iskola Blizna Donján működik. Vinovac közigazgatásilag csak 2001-ben vált ki Mitloból, lakosságát 1981 óta számlálják önállóan. A falu lakossága 2011-ben 75 fő volt, akik a bliznai plébániához tartoztak.

## Lakosság
| Lakosság változása | Lakosság változása | Lakosság változása | Lakosság változása | Lakosság változása | Lakosság változása | Lakosság változása | Lakosság változása | Lakosság változása | Lakosság változása | Lakosság változása | Lakosság változása | Lakosság változása | Lakosság változása | Lakosság változása | Lakosság változása |
| ------------------ | ------------------ | ------------------ | ------------------ | ------------------ | ------------------ | ------------------ | ------------------ | ------------------ | ------------------ | ------------------ | ------------------ | ------------------ | ------------------ | ------------------ | ------------------ |
| 1857               | 1869               | 1880               | 1890               | 1900               | 1910               | 1921               | 1931               | 1948               | 1953               | 1961               | 1971               | 1981               | 1991               | 2001               | 2011               |
| 0                  | 0                  | 0                  | 0                  | 0                  | 0                  | 0                  | 0                  | 0                  | 0                  | 0                  | 0                  | 227                | 169                | 125                | 75                 |

(A település 2001-ben vált külön a szomszédos Mitlotól. 1857-től 1971-ig lakosságát Mitlohoz számították.)